# Dryophthorinae
Dryophthorinae là một phân họ bọ cánh cứng trong họ Curculionidae.

## Hình ảnh

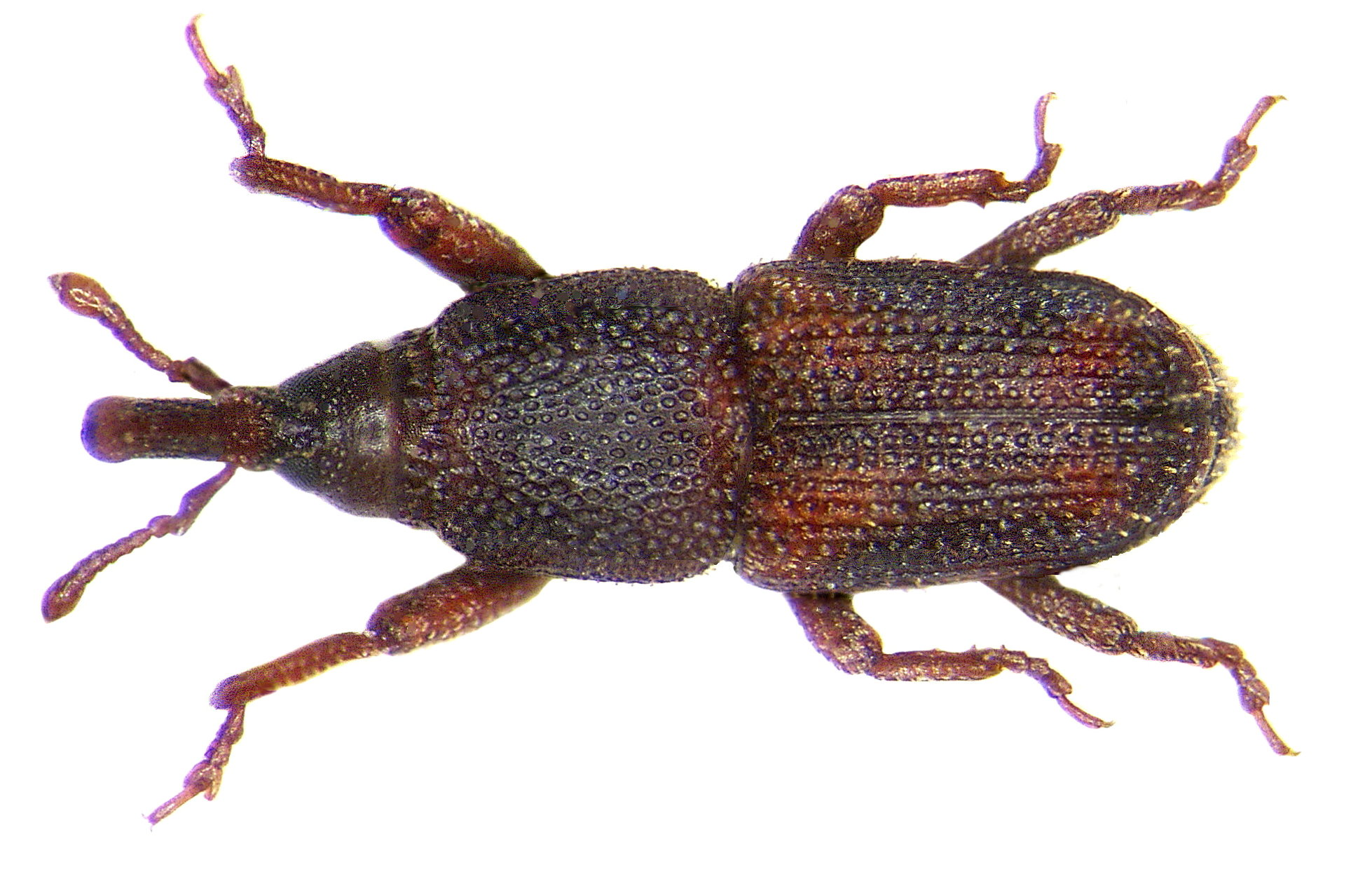
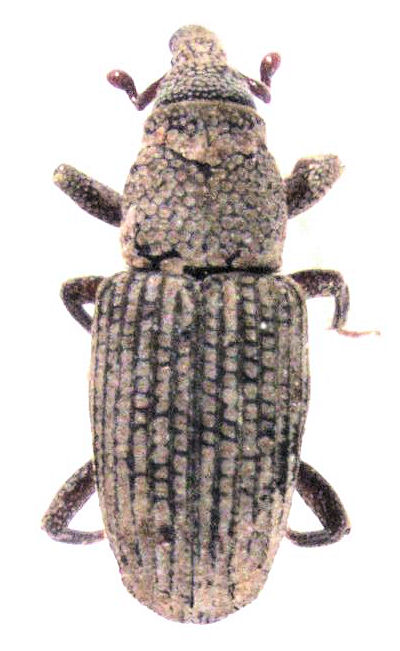
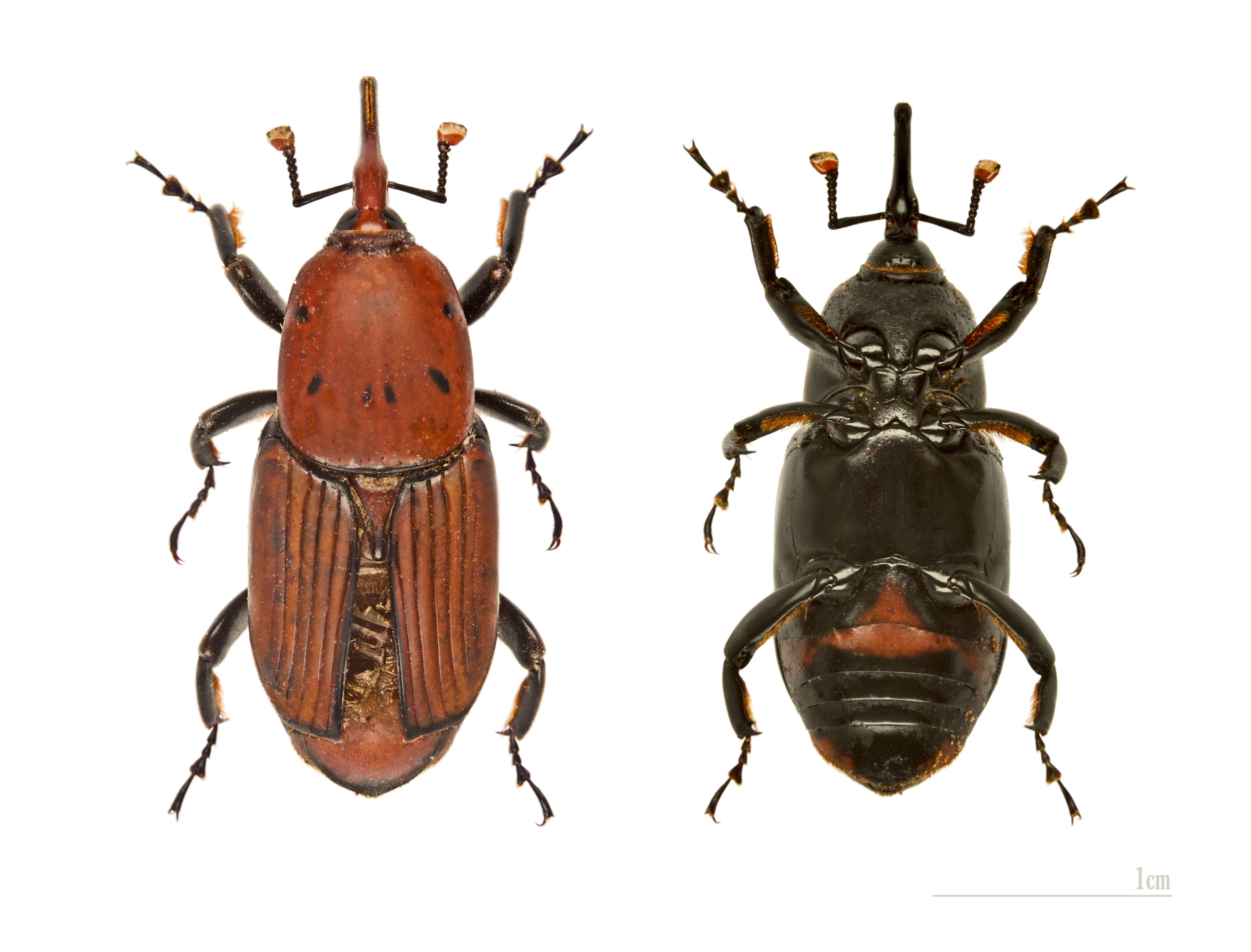
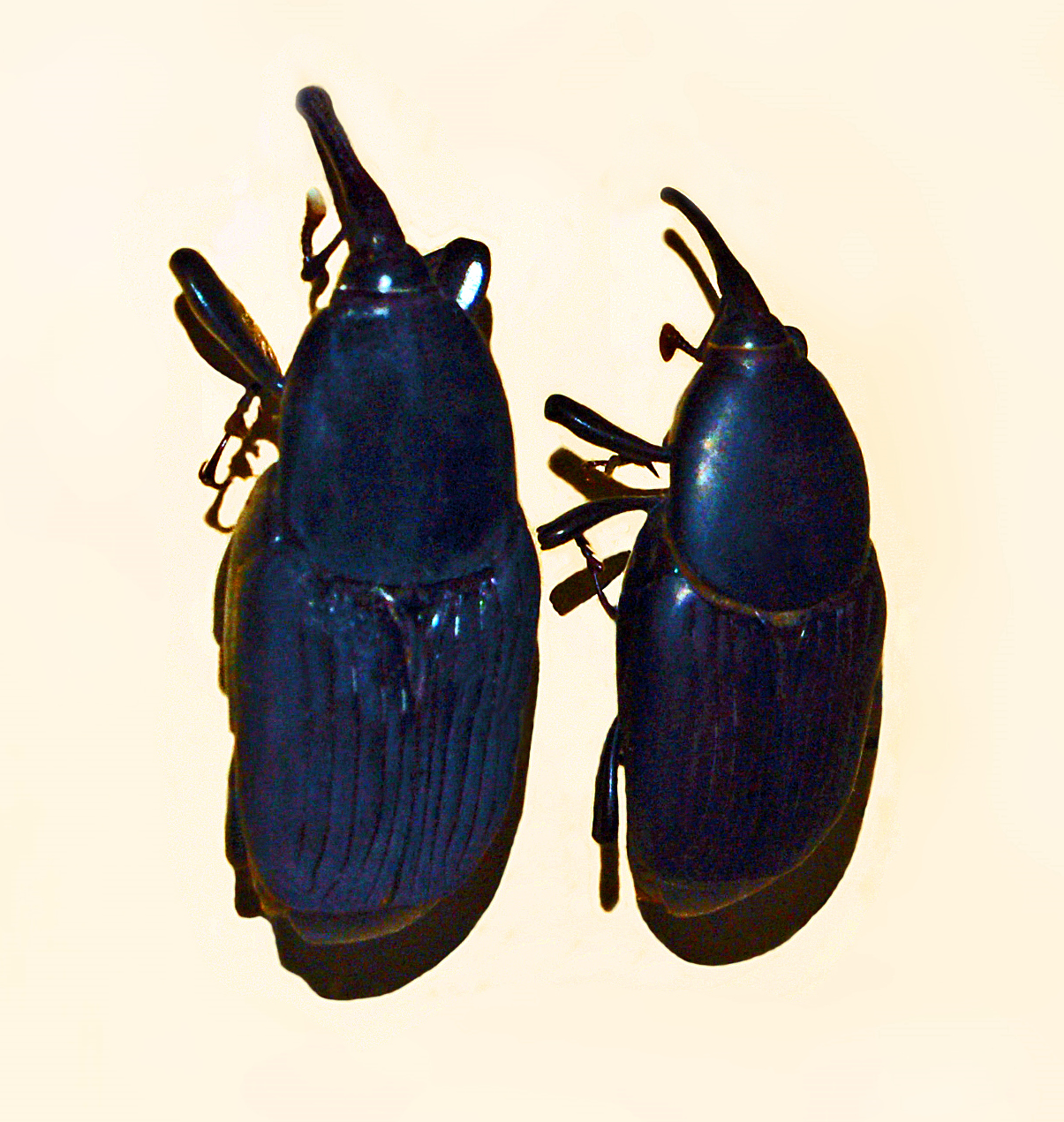